# Bharata Muni
Bharata Muni fue un antiguo musicólogo de la India, que escribió el libro Natia-shastra, un tratado teórico de dramaturgia y actuación, datado entre el 400 y el 200 a. C.

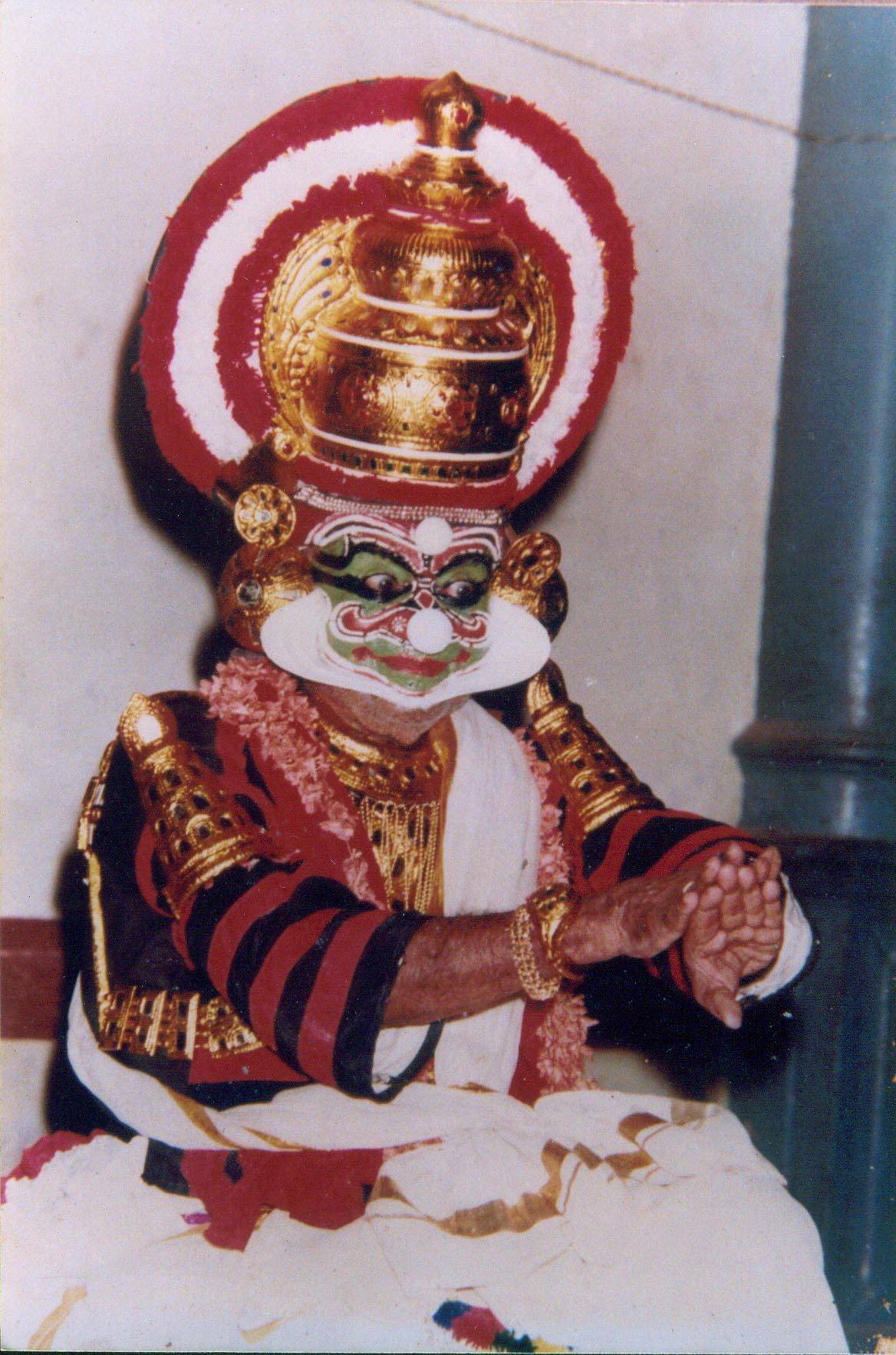
Las enseñanzas del Natia-sastra se ven reflejadas en la tradición teatral Kutiyattam, que se realiza en Keralá (en el sur de la India) desde hace 2000 años. En la fotografía, Mani Madhava Chakiar actúa como el demonio Rāvana en la obra Abhiseka-nataka de Bhasa.

## Nombre sánscrito
- bharatamuni, en el sistema AITS (alfabeto internacional para la transliteración del sánscrito).[2]
- भरतमुनि, en escritura devanagari del sánscrito.[2]
- Pronunciación:
  - /bJaratá múni/ en sánscrito[2] o bien
  - /bJarát múni/ o /bJórat múni/ en varios idiomas modernos de la India (como el bengalí, el hindí, el maratí o el palí).
- Etimología:[2]
  - bharata: ‘eso que se debe mantener’ (el fuego, Agni).
  - muni: sabio, especialmente el que hace voto de silencio (siendo mauna: ‘silencio’).

## El «Natia-shastra»
Bharata Muni escribió el Natia-shastra (también conocido como el Bharata-shastra), donde codificó la danza clásica india bharatanatyam. Propone la teoría de tres tipos de actuación, la danza y la música clásica vocal e instrumental (que son parte integral del teatro sánscrito).
Bharata clasificó las formas teatrales sánscritas (natya\rupaka) en diez tipos.
En Occidente se conoce solo uno de esos tipos: el naṭaka.
Bharata también delineó un grupo de rasas (‘sabores’) o emociones que serían influentes en la definición posterior de la danza, la música y el teatro hindú.
El Natyashastra tiene 36 capítulos y probablemente es la creación de varios autores y no de un solo erudito.